# Gambusia myersi
Gambusia myersi es un pez de la familia de los pecílidos en el orden de los ciprinodontiformes.

## Distribución geográfica
Se encuentran en Norteamérica: México.